# Outfit7

Logo cũ của OÜtFit7 từ năm 2012-2014

Outfit7 Limited (gọi đơn giản Outfit7, gọi cách điệu OUTFIT7; trước đây là OÜtFit7) là công ty đa quốc gia có trụ sở đặt tại Ljubljana, Slovenia, công ty tạo ra Talking Tom and Friends. Giám đốc điều hành và đồng sáng lập Samo Login. Outfit7 Ltd. tạo ra Talking Tom vào năm 2010, tính đến tháng 7 năm 2015 có 6 nhân vật được tạo (Talking Tom, Talking Angela, Talking Ginger, Talking Ben,Talking Hank và Talking Becca).
Talking Tom and Friends đạt 300 triệu lượt tải về sau 19 tháng ra mắt. Talking Tom and Friends được tải về tại hơn 230 quốc gia và vùng lãnh thổ trên toàn thế giới, từ Hàn Quốc đến thành phố Vatican.

## Lịch sử

### Thành lập và hình thành
Outfit7 được thành lập bởi Samo và Iza Login, họ đã nghiên cứu khoa học máy tính ở trường đại học và muốn tham gia kinh doanh ứng dụng di động sau khi Apple ra mắt Apple App Store. Vào năm 2009, họ đã đầu tư 250.000 đô la (khoảng 4 tỉ 375 nghìn VND vào năm 2009) với sáu người bạn và thành lập văn phòng tại Ljubljana, Slovenia, nơi mà họ đã phát triển một vài ứng dụng. Một vài ứng dụng trò chơi — Một ứng dụng bóng đá, Một ứng dụng hướng dẫn viên du lịch Iceland và nó đã không thành công. Sau sáu tháng nỗ lực, họ đã phát triển một ứng dụng dành cho trẻ em có tên Talking Tom Cat, trong đó một chú mèo hoạt hình tên Tom sẽ lặp lại trong một "tiếng rít có cao độ helium với bất cứ điều gì được nói vào micro của iPhone" cùng với các phản ứng khác khi cho ăn và vuốt ve.

### Talking Tom and Friends
Thương hiệu nhược quyền Talking Tom and Friends đã được tạo ra với sự ra mắt của ứng dụng Talking Tom Cat. Nó tập trung vào mèo và chó lặp lại những điều mà người dùng đã nói với nó, trước khi chuyển trọng tâm sang các ứng dụng khác như trò chơi chạy vô tận, trò chơi thú cưng ảo và những thứ tương tự.
Talking Tom and Friends đạt 300 triệu lượt tải sau 19 tháng kể từ khi ra mắt. Và sau đó đã đạt được một tỷ lượt tải xuống vào tháng 6 năm 2013. Ứng dụng Talking Tom và Friends đã được tải xuống hơn 12 tỷ lần tính đến tháng 4 năm 2020.

## Sản phẩm

### Talking Tom & Friends

#### Ứng dụng
- Talking Tom
- Talking Gina the Giraffe
- Talking Ben the Dog
- Talking Tom 2
- Talking Tom & Ben News
- Talking Pierre the Parrot
- Talking Larry
- Tom's Love Letters
- Tom Loves Angela
- Talking Ginger
- Talking Angela
- Talking Ginger 2
- My Talking Tom
- My Talking Angela
- Talking Tom Jetski
- Talking Tom Bubble Shooter
- Talking Tom Gold Run
- My Talking Hank
- Talking Angela Color Splash
- Talking Tom Camp
- Talking Tom Pool
- Talking Tom Jetski 2
- Talking Tom Candy Run
- Talking Tom Cake Jump
- Talking Tom Jump Up
- My Talking Tom 2
- Talking Tom Fun Fair
- Talking Tom Hero Dash
- Talking Tom Splash Force
- My Talking Tom Friends
- My Talking Angela 2
- Talking Tom Gold Run 2

#### Phim hoạt hình
- Talking Friends (2012)
- Talking Tom and Friends (2014 – nay)
- Talking Tom Shorts (2014 – nay)
- Talking Tom and Friends Minis (2016-2018)
- Talking Tom Heroes (2019 – nay)

### Ứng dụng khác
- Tiki Tag[10]
- Disco Ant[11]
- Jigty Jelly[12]
- Jigty Jigsaw Puzzles[13]
- Swamp Attack[14]